# Penstemon floridus
Espèce
Penstemon floridus  est une espèce de plantes de la famille des Plantaginacées, originaire d'Amérique du Nord. Elle est connue sous le nom de  Panamint Beardtongue en anglais.

## Description
Cette espèce est pérenne et peut atteindre 1m de hauteur. Les fleurs sont généralement de couleur rose.